# Списак томова серије Црни Батлер
Мангу Црни Батлер је написала и илустровала Јана Тобосо. Објављује се у месечном шонен часопису Monthly GFantasy од 2006. године са поглављима подељеним у тренутно 34 танкобона. Издавачка кућа Најкула преводи наслов на српски језик од 2024. године.

## Списак томова
| - 1. „Тај батлер је вешт” (その執事、有能 , ) - 2. „Тај батлер је изразито вешт” (その執事、万能 , ) - 3. „Тај батлер је свемоћан” (その執事、最強 , ) - 4. „Тај вражји батлер” (その執事、最凶 , ) |

| - 5. „Тај батлер је заузет” (その執事、多忙 , ) - 6. „Тај батлер креће у акцију” (その執事、始動 , ) - 7. „Тај батлер је ћудљив” (その執事、粋狂 , ) - 8. „Тај батлер је за дивљење” (その執事、殊勝 , ) - 9. „Тај батлер пркоси” (その執事、邂逅 , ) |

| - 10. „Тај батлер прикупља сећања” (その執事、回想 , ) - 11. „Тај батлер и присећања” (その執事、追想 , ) - 12. „Тај одмазднички батлер” (その執事、反攻 , ) - 13. „Тај батлер на сахрани” (その執事、葬送 , ) - 14. „Тај батлер у лову” (その執事、狩猟 , ) |

| - 15. „Тај батлер, паразит” (その執事、居候 , ) - 16. „Тај батлер, странац” (その執事、異邦 , ) - 17. „Тај батлер се надмеће” (その執事、拮抗 , ) - 18. „Тај батлер се крије у сенци” (その執事、尾行 , ) - 19. „Тај батлер има надљудску снагуp” (その執事、異能 , ) |